# Teagan Presley
Teagan Presley (The Woodlands, Texas, 1985. július 24. –) amerikai pornószínésznő.
Balett-táncosnak tanult. Felvették az American Ballet Theater-be. 2005-ben megszületett Jordan nevű fia.

## Válogatott filmográfia
| - Cum Shots 10 (2007) (V) - Icon (2007) (V) - Jack's Leg Show (2007) (V) - Island Fever 4 (2006) (V) - The Cream Team (2006) (V) - Jack's Big Ass Show 2 (2006) (V) - Slut Puppies 2 (2006) (V) - Soloerotica 8 (2006) (V) | - Deeper 2 (2006) (V) - My First Porn 3 (2006) (V) - Teagan's Juice (2006) (V) - Jack's POV 5 (2006) (V) - Innocence: Ass Candy (2006) (V) - Sexual Freak 2 (2006) (V) - Deeper 3 (2006) (V) |